# Leszek Kołakowski
Leszek Kołakowski (Radom, 23 oktober 1927 - Oxford, 17 juli 2009) was een Poolse filosoof.

## Levensloop
Vanwege de Duitse bezetting van Polen in de Tweede Wereldoorlog ging Kołakowski niet naar school. Hij las zelf boeken en kreeg zo nu en dan privéles, waarna hij zijn eindexamen deed in het ondergrondse schoolsysteem. Hierna ging hij filosofie studeren in Łódź. In 1953 promoveerde hij aan de Universiteit van Warschau. Van 1959 tot 1968 was hij hier hoogleraar en voorzitter van de sectie Geschiedenis van de filosofie.
Omdat hij een orthodox marxist was, werd hij in 1950 door de partij naar Moskou gestuurd voor een cursus voor veelbelovende communistische intellectuelen. Hierbij realiseerde hij zich voor het eerst de materiële en spirituele troosteloosheid van het stalinisme.
De dood van Stalin in 1953 had als gevolg dat de Poolse communistische partij werd verdeeld, omdat sommige partijleden een verdere democratisering wilden. Er vielen veel slachtoffers bij rellen in juni 1956 in Poznań. In de maand oktober die daarop volgde, werd Władysław Gomułka gekozen tot leider van de communistische partij in Polen, ondanks de bezwaren vanuit Moskou hiertegen. Kołakowski was in die periode een van de vooraanstaande personen in Polen als het ging om een herziening van het marxisme. Het korte essay Wat is socialisme? is een duidelijke kritiek op het stalinisme en werd verboden in Polen, maar circuleerde toch in besloten kring.
Kołakowski sprak zich in toenemende mate uit over zijn desillusie over het communisme. Hij werd in 1966 uit de communistische partij gezet en twee jaar later ook uit zijn hoogleraarschap ontslagen, waarna hij in ballingschap ging. Zijn werk verscheen in ondergrondse publicaties en bleef een bron van inspiratie voor de meningsvorming van de Poolse intellectuelen. Zijn essay Stellingen over hoop en hopeloosheid verscheen in 1971 in Kultura, een Pools literair tijdschrift dat werd uitgegeven in Parijs. Kołakowski stelde hierin een evolutionaire strategie voor om het systeem te ondermijnen.
In 1968 werd Kołakowski gasthoogleraar aan de afdeling filosofie van de McGill-universiteit in Montreal. Een jaar later ging hij naar de Universiteit van Californië - Berkeley. Vanaf 1970 deed hij onderzoek bij het All Souls College in Oxford. Hij woonde sindsdien in Oxford, maar werkte in 1974 nog aan de Yale-universiteit en van 1981 tot 1994 als deeltijds hoogleraar aan de Universiteit van Chicago voor de Committee on Social Thought (Nederlands: 'Commissie voor sociale theorie').

## Filosofie
Kołakowski heeft vernietigende kritiek geuit op het marxisme en waarschuwt liberale democratieën voor het gevaar van relativisme. Zijn ervaringen met de nazi's en met het communistisch bewind in Polen gaven hem een goed inzicht in de realiteit van totalitarisme.
Een kernachtige beschrijving van zijn politieke visie kan worden teruggevonden in zijn essay Hoe een conservatief-liberaal-socialist te zijn?, waarin zijn menselijkheid, scepticisme en gevoel voor humor naar voren komen.
In zijn werk over ideeëngeschiedenis, verspreid over vele boeken en artikelen, onderzoekt Kołakowski de aandacht voor sommige filosofische en theologische aannames die ten grondslag liggen aan de westerse samenleving.
Zijn driedelige geschiedenis van het marxisme Główne nurty marksizmu uit 1976 is een klassieker.
Kołakowski's boeken verschenen in eerste instantie in Polen in ondergrondse uitgaven, waarmee ze een belangrijke rol speelden in de vorming van een Poolse oppositie. Op latere leeftijd schreef hij zowel in het Pools als in het Engels.

## In Nederlandse vertaling
- De mens zonder alternatief. Essays, 1968
- De hemelsleutel, of Stichtende verhalen uit de Heilige Schrift ter lering en ter waarschuwing, 1968
- Over de sterfelijkheid van de rede. Filosofische essays, 1969
- Gesprekken met de duivel. Acht verhandelingen over het kwaad en twee stukken, 1969
- Geschiedenis van het marxisme, vert. Sijmen Tol, 3 dln., 1980
- Essays van Leszek Kolakowski, 1983
- Horror metaphysicus, 1989
- Bergson. Een inleiding in zijn werk, 2003
- Wilt u achteruit naar voren gaan! Essays van een conservatief-liberaal-socialist, 2007
- Waarom is er iets en niet niets? Kernvragen van de westerse filosofie in 30 filosofenportretten, 2009
- Over het alledaagse leven, 2014
- Jezus. Een apologetisch en sceptisch essay, 2015

- Bibsys: 90059847
- Biblioteca Nacional de España: XX1165087
- Bibliothèque nationale de France: cb11909939j (data)
- Catàleg d'autoritats de noms i títols de Catalunya: 981058601428106706
- CiNii: DA00474730
- Digitale Bibliotheek voor de Nederlandse Letteren: kola001
- Gemeinsame Normdatei: 118564730
- International Standard Name Identifier: 0000 0001 2283 2914
- Library of Congress Control Number: n50044434
- Nationale Bibliotheek van Letland: 000216637
- Bibliotheek van het Japanse parlement: 00514351
- Nationale Bibliotheek van Tsjechië: jn20000603472
- Nationale bibliotheek van Australië: 35278852
- Nationale Bibliotheek van Israël: 987007263814605171
- Nationale Bibliotheek van Polen: a0000001180303
- Nationale en Universitaire bibliotheek Zagreb: 000002403
- Nederlandse Thesaurus van Auteursnamen: 069086230
- Réseau des bibliothèques de Suisse occidentale: 02-A003471258
- Istituto Centrale per il Catalogo Unico: CFIV005273
- LIBRIS: 194068
- Système universitaire de documentation: 026952017
- Trove: 894751
- Virtual International Authority File: 97386978
- WorldCat: E39PBJkXCfrtQTx6qmyGVmRFrq